# Jiang Zemin

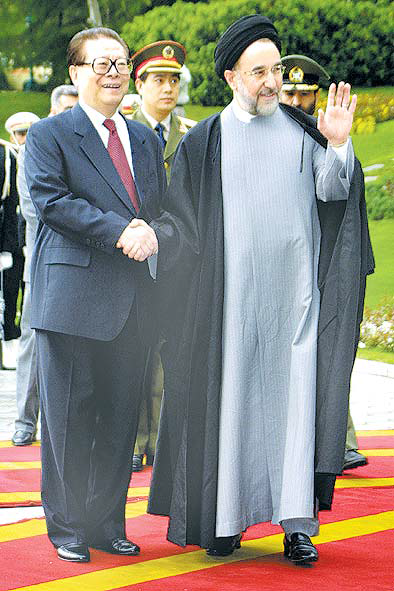
Jiang Zemin i Mohammad Chatami w 2002

Jiang Zemin (ur. 17 sierpnia 1926 w Yangzhou, zm. 30 listopada 2022 w Szanghaju) – chiński polityk oraz działacz państwowy i partyjny. W latach 1989–2002 sekretarz generalny Komunistycznej Partii Chin, w latach 1989–2004 przewodniczący Centralnej Komisji Wojskowej, w latach 1993–2003 przewodniczący Chińskiej Republiki Ludowej. Twórca tzw. zasady trzech reprezentacji.

## Życiorys
Z wykształcenia inżynier elektryk. Absolwent Shanghai Shixi High School. Wstąpił do KPCh w 1946, w późniejszych latach był funkcjonariuszem partyjnym w przemyśle. Wewnątrz struktur partyjnych, był znany jako liberał partyjny. W 1983 został ministrem przemysłu elektronicznego. W 1985 został mianowany burmistrzem Szanghaju, a następnie, w 1988, Sekretarzem Partii Komunistycznej w tym mieście. Od 1987 był członkiem Biura Politycznego KPCh. W 1989 r., po zdławieniu przez wojsko prodemokratycznych wystąpień studenckich na placu Tian’anmen, został wyznaczony jako następca dla Zhao Ziyanga, w tym samym roku zajął stanowisko sekretarza generalnego. Jiang był sprzymierzeńcem Deng Xiaopinga, jawnie popierał i kontynuował przemiany gospodarcze, które zachodziły w Chinach już wcześniej od lat 80. W następnych latach zastąpił Denga na stanowisku szefa Centralnej Komisji Wojskowej.

## Działalność polityczna
Jiang był postrzegany za polityka pragmatycznego, osobę krytyczną wobec rzeczywistości i człowieka otwartego. Był też czynnym zwolennikiem otwarcia gospodarczego – dopuścił m.in. do wprowadzenia Chin do Światowej Organizacji Handlu (WTO).
W trakcie jego kursu politycznego; Specjalny Region Administracyjny Hongkong został przyłączony, jako nadzwyczajny autonomiczny region Chin. Wcześniej był to teren zależny od Wielkiej Brytanii. To samo stało się z portugalskim regionem Makau, który został przyłączony jako region specjalny, z własnym ustawodawstwem i władzą wykonawczą.

## Krytyka
Niektóre źródła zarzucają mu zbudowanie pewnej wąskiej grupy oligarchii w strukturach partii komunistycznej, odchodząc tym od ideałów ideologicznych. Jiang Zemin chciał, by zachowano wobec niego pełną lojalność. Z tego powodu wytworzyła się wąska grupa bliskich adeptów jego chińskiej polityki. Niedługo później, wykorzystał to do obsadzania tych ludzi w najważniejszych funkcjach kierowniczych: w Biurze Politycznym i Stałym Komitecie Politbiura. Wiele źródeł opisuje korupcję w trakcie jego rządów.
Polityka Jiang Zemina była też wątpliwa dla wojskowych. W 1993 r. grupa 116 oficerów napisała do niego list otwarty, w którym poddała krytyce ustępstwa Chin wobec Stanów Zjednoczonych.
W rezultacie prowadzonej przez niego polityki gospodarczej doświadczono nietypowego wzrostu gospodarczego. Czynniki gospodarcze, które wpłynęły na ten wzrost gospodarczy, to polityka rozkwitu przemysłu ciężkiego i inwestycji, jakie dalej opierały się na modelu centralnego planowania. Niektórzy ekonomiści podają jednak krytyczny czynnik tzw. niezdrowego kapitału, który spłynął do Chin: chodzi o zasoby zbudowane na łamaniu praw pracowniczych, wyzysku i wartości dodatkowej. Owe elementy mają odzwierciedlenie w skutkach, gdyż nierówności ekonomiczne w trakcie rządów Jiang Zemina, rosły szybciej niż poprzednio, w 2010 r. przyjęto konsensus, że nierówności są w Chinach większe niż w Stanach Zjednoczonych.

## Wycofanie się z życia publicznego
W listopadzie 2002 z powodów zdrowotnych zrezygnował z przewodnictwa w partii, w marcu 2003 ze stanowiska przewodniczącego ChRL (na obu stanowiskach zastąpił go Hu Jintao); w marcu 2005 zrezygnował z funkcji przewodniczącego Centralnej Komisji Wojskowej ChRL, co było jego ostatnim oficjalnym stanowiskiem. Tę funkcję przejął Hu Jintao.
W 2007 uczestniczył w uroczystości z okazji 80. rocznicy powstania Chińskiej Armii Ludowo-Wyzwoleńczej. Pojawił się na ceremonii otwarcia XXIX Letnich Igrzysk Olimpijskich w Pekinie. W lipcu 2011 w mediach na świecie zaczęły krążyć plotki o jego rzekomej śmierci. Chińskie media zdementowały nieprawdziwe informacje. 9 października 2011 wystąpił publicznie w Pekinie na uroczystości upamiętniającej 100. rocznicę rewolucji Xinhai.
W październiku 2012 gościł na XVIII zjeździe KPCh, wziął też udział w bankiecie z okazji 65. rocznicy powstania Chińskiej Republiki Ludowej. We wrześniu 2015 pojawił się na chińskiej paradzie wojskowej z okazji 70. rocznicy zakończenia II wojny światowej. W październiku 2017 gościł na XIX zjeździe KPCh. W 2019 pojawił się na pogrzebie byłego premiera ChRL Li Penga. Był także obecny podczas parady wojskowej z okazji 70. rocznicy proklamowania Chińskiej Republiki Ludowej.
Zmarł w Szanghaju, 30 listopada 2022 roku. Według oświadczenia wydanego przez KPCh powodem śmierci była białaczka i niewydolność wielonarządowa. Jego ciało zostało skremowane, a 11 grudnia 2022 roku prochy rozrzucono przy ujściu rzeki Jangcy z pokładu fregaty Yangzhou.

## Ordery i odznaczenia
- Wielka Wstęga Orderu Oswobodziciela (Wenezuela, 2001)
- Order José Martí (Kuba, 1993)
- Krzyż Wielki Orderu Krzyża Południa (Brazylia, 1993)
- Order Domowy Korony Brunei (Brunei, 2000)
- Order Wielkiej Gwiazdy Dżibuti (Dżibuti, 1998)
- Krzyż Wielki Orderu Tahiti Nun (Polinezja Francuska, 2001)
- Order Dobrej Nadziei (Republika Południowej Afryki, 1999)
- Order Kongijski Zasługi (Kongo, 2000)
- Krzyż Wielki Orderu Narodowego (Mali, 1996)
- Krzyż Wielki Orderu Zbawiciela (Grecja, 2000)
- Order Republiki Tureckiej (Turcja, 2000)
- Order Gwiazdy Betlejem 2000 (Autonomia Palestyńska, 2000)
- Order Księcia Jarosława Mądrego I klasy (Ukraina, 1995)
- Order Złotego Orła (Kazachstan, 1999)[24]
- Medal Puszkina (Federacja Rosyjska, 2007)[25]